# John Hurt
Sir John Vincent Hurt (Chesterfield, 22 gennaio 1940 – Cromer, 25 gennaio 2017) è stato un attore britannico.
Noto per le doti istrioniche e per il suo carisma, apprezzato anche per i suoi numerosi ruoli teatrali in opere shakespeariane, Hurt ha preso parte a vari film di grande successo e ad alcune serie tv dai primi anni duemila, portando avanti una carriera lunga sei decenni. Ha vinto quattro BAFTA su sette candidature, il Golden Globe nel 1979 per Fuga di mezzanotte e ha ottenuto due candidature al Premio Oscar, una per Fuga di mezzanotte e una per The Elephant Man.

## Biografia

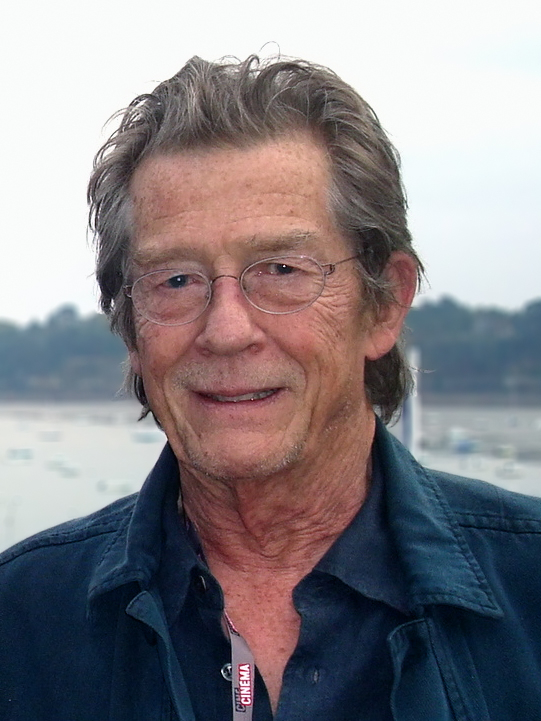
John Hurt al British Film Festival in Dinard 2009

Nacque nella cittadina di Chesterfield, nel nord del Derbyshire, da Phyllis Massey, ingegnere e attrice dilettante, e da Arnould Herbert Hurt, matematico. Aveva un fratello maggiore, Michael, e una sorella adottiva, Monica. Quando il padre diviene vicario, Hurt si trasferì con la sua famiglia nel sud della contea, nel villaggio minerario di Woodville.
A otto anni Hurt fu mandato alla scuola privata St. Michaels a Sevenoaks nel Kent, dove sviluppò la propria passione per la recitazione: all'età di nove anni decise di voler diventare un attore, e il suo primo ruolo fu la parte di una bambina nella pièce di Maurice Maeterlinck L'Oiseau Bleu, in una recita scolastica. I suoi genitori però disapprovarono questa scelta e gli consigliarono di diventare insegnante d'arte.
Quando il padre venne trasferito nella cittadina di Cleethorpes nel Lincolnshire, il dodicenne Hurt entrò nella scuola pubblica Christ's Hospital Church, dopo aver fallito l'esame di ammissione alla scuola privata dove andava il fratello. A 17 anni, seguendo i voleri familiari, si iscrisse alla Grimsby Art School, dove studiò arte. Nel 1959 vinse una borsa di studio per un diploma da insegnante d'arte al Central St. Martins College di Holborn, Londra. A 20 anni decise di tentare la carriera di attore, entrando a far parte della Royal Academy of Dramatic Art, sempre nella capitale britannica.

### Carriera
Il primo film di Hurt fu The Wild and the Willing (1962), ma il suo primo vero ruolo di spicco fu quello di Richard Rich in Un uomo per tutte le stagioni (1966). Nel film per la TV The Naked Civil Servant (vincitore del Prix Italia 1976) interpretò la parte di Quentin Crisp, che gli valse il British Academy Television Award per il miglior attore nel 1976.
Nel 1977 interpretò Caligola nel serial della BBC I, Claudius e nel 1978 apparve in Fuga di mezzanotte, grazie al quale ottenne una candidatura all'Oscar al miglior attore non protagonista, oltre a doppiare Aragorn nel film d'animazione Il Signore degli Anelli (1978). Fuga di mezzanotte narra la storia di uno studente americano prigioniero in Turchia per aver tentato di lasciare il paese con della droga. Hurt interpretò il ruolo di un prigioniero inglese tossicodipendente, perse diversi chili e non si lavò per giorni in modo da immedesimarsi al meglio, tanto che molti altri attori sul set lo evitarono a causa del suo aspetto, ideato da lui stesso e non dal regista. Per la sua interpretazione Hurt conquistò il Golden Globe per il miglior attore non protagonista ma, pur favorito, non vinse il premio Oscar, che andò a Christopher Walken, candidato nella stessa categoria per Il cacciatore. L'anno seguente interpretò il ruolo di Kane, secondo ufficiale del cargo Nostromo in Alien, protagonista della celebre scena della nascita dello xenomorfo alieno dal suo petto (uno dei suoi ruoli più celebri, che egli stesso riprenderà, parodiandolo, in Balle spaziali), e nel 1980 quello di Joseph Merrick (rinominato John nel film) in The Elephant Man, per il quale ottenne una candidatura all'Oscar al miglior attore, sfoggiando ancora una volta le sue doti camaleontiche. Tuttavia, fu Robert De Niro a vincere il premio.

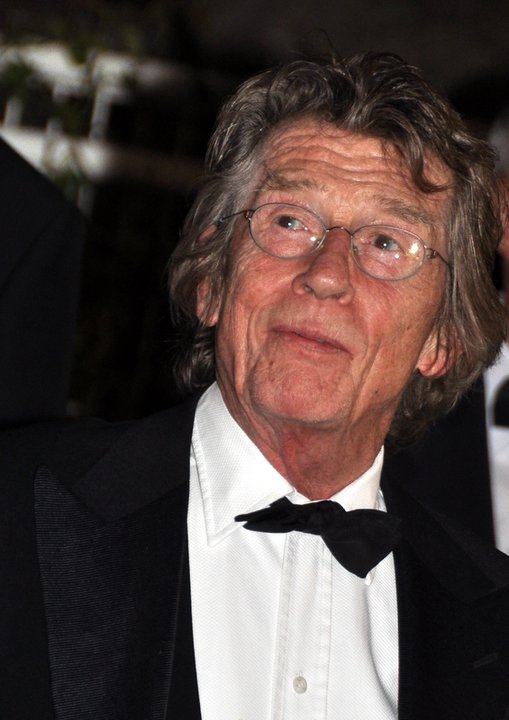
John Hurt al Festival di Cannes 2011

Hurt interpretò spesso parti fortemente contrastanti tra loro: ad esempio, se da una parte ottenne il ruolo di Winston Smith, il protagonista dell'opera di George Orwell 1984, nel film omonimo, dall'altra interpretò il villain cancelliere Adam Sutler, capo di una società distopica, totalitaria e militarizzata nel film V per Vendetta, un ruolo del tutto antitetico. Memorabile la sua interpretazione di Padre Cristopher nel film Shooting Dogs (2005), sul genocidio dei Tutsi in Rwanda nel 1994. Interpretò in Doctor Who l'incarnazione del Dottore che nei titoli di coda di The Night of the Doctor è citato come War Doctor e che ha un ruolo principale in Il giorno del Dottore, che celebrò il cinquantesimo anniversario dalla nascita della serie. Nella saga di Harry Potter interpretò Garrick Olivander, il costruttore di bacchette magiche che ha un negozio di bacchette a Diagon Alley con il medesimo nome, dove Harry acquista la sua prima bacchetta. Nel 2011 il cortometraggio Love at First Sight insieme a Phyllida Law vinse numerosi premi e venne selezionato per concorrere agli Oscar 2012.
John Hurt viene annoverato tra gli attori con il maggior numero di "morti" cinematografiche, essendo "morto" ben 39 volte.

### Morte
John Hurt morì il 25 gennaio 2017, tre giorni dopo il suo 77º compleanno, nella sua casa a Cromer per un tumore al pancreas che gli era stato diagnosticato due anni prima. Egli proseguì fino all'ultimo la sua carriera di attore.

## Vita privata
Nel 1962 sposò l'attrice Annette Robertson, per poi divorziare nel 1964. Successivamente, nel 1967, iniziò una lunga relazione con la modella francese Marie-Lise Volpeliere-Pierrot, ma il 26 gennaio 1983, durante una passeggiata a cavallo nei pressi del villaggio di Ascott-under-Wychwood, la modella fu sbalzata a terra dall'animale e morì più tardi, quello stesso giorno, dopo essere stata in coma. Nel settembre 1984 Hurt sposò l'attrice americana Donna Peacock e la coppia si trasferì in Kenya, ma i due divorziarono nel gennaio 1990.
Il 24 gennaio 1990 sposò l'assistente di produzione Joan Dalton, da cui ebbe due figli, Alexander John Vincent (1990) e Nicholas (1993). La coppia divorziò nel 1996 e Hurt iniziò una relazione di sette anni con la scrittrice irlandese Sarah Owens. Nel luglio 2002 la coppia si separò e nel marzo 2005 John Hurt sposò la produttrice pubblicitaria Anwen Rees-Meyers.

## Filmografia

### Attore

#### Cinema
- Un uomo per tutte le stagioni (A Man for All Seasons), regia di Fred Zinnemann (1966)
- Il marinaio del Gibilterra (The Sailor from Gibraltar) regia di Tony Richardson (1967)
- La forca può attendere (Sinful Davey), regia di John Huston (1969)
- Prima che venga l'inverno (Before Winter Comes), regia di J. Lee Thompson (1969)
- Alla ricerca di Gregory (In Search of Gregory), regia di Peter Wood (1969)
- L'assassino di Rillington Place n. 10 (10 Rillington Place), regia di Richard Fleischer (1971)
- Il pifferaio di Hamelin (The Pied Piper), regia di Jacques Demy (1972)
- Little Malcolm and His Struggle Against the Eunuchs, regia di Stuart Cooper (1974)
- La linea del fiume, regia di Aldo Scavarda (1976)
- ...unico indizio, un anello di fumo (The Disappearance), regia di Stuart Cooper (1977)
- Delitto all'undicesimo parallelo (East of Elephant Rock), regia di Don Boyd (1977)
- Fuga di mezzanotte (Midnight Express), regia di Alan Parker (1978)
- L'australiano (The Shout), regia di Jerzy Skolimowski (1978)
- Alien, regia di Ridley Scott (1979)
- The Elephant Man, regia di David Lynch (1980)
- I cancelli del cielo (Heaven's Gate), regia di Michael Cimino (1980)
- La pazza storia del mondo (History of the World: Part I), regia di Mel Brooks (1981)
- Fuga nella notte (Night Crossing), regia di Delbert Mann (1981)
- Lui è mio (Partners), regia di James Burrows (1982)
- Osterman Weekend (The Osterman Weekend), regia di Sam Peckinpah (1983)
- Champions, regia di John Irving (1984)
- Il successo è la miglior vendetta (Success Is the Best Revenge), regia di Jerzy Skolimowski (1984)
- Vendetta (The Hit), regia di Stephen Frears (1984)
- Orwell 1984 (Nineteen Eighty-Four), regia di Michael Radford (1984)
- Misfatto bianco (White Mischief), regia di Michael Radford (1987)
- Colpo di scena (From the Hip), regia di Bob Clark (1987)
- Aria, regia di Bill Bryden (1987)
- Balle spaziali (Spaceballs), regia di Mel Brooks (1987)
- Una notte a Bengali (La Nuit Bengali), regia di Nicolas Klotz (1988)
- Scandal - Il caso Profumo (Scandal), regia di Michael Caton-Jones (1989)
- Zucchero al veleno (Little Sweetheart), regia di Anthony Simmons (1990)
- Il campo (The Field), regia di Jim Sheridan (1990)
- Frankenstein oltre le frontiere del tempo (Frankenstein Unbound), regia di Roger Corman (1990)
- Sua maestà viene da Las Vegas (King Ralph), regia di David S. Ward (1991)
- Cowgirl - Il nuovo sesso (Even Cowgirls Get the Blues), regia di Gus Van Sant (1993)
- Un padre in prestito (Second Best), regia di Chris Menges (1994)
- Rob Roy, regia di Michael Caton-Jones (1995)
- Dead Man, regia di Jim Jarmusch (1995)
- Wild Bill, regia di Walter Hill (1995)
- Amore e morte a Long Island (Love and Death on Long Island), regia di Richard Kwietniowski (1997)
- Contact, regia di Robert Zemeckis (1997)
- The Climb, regia di Bob Swaim (1997)
- The Commissioner, regia di George Sluizer (1998)
- All the Little Animals, regia di Jeremy Thomas (1998)
- Oltre il limite (If... Dog... Rabbit...), regia di Matthew Modine (1999)
- Lost Souls - La profezia (Lost Souls), regia di Janusz Kaminski (2000)
- Il mandolino del capitano Corelli (Captain Corelli's Mandolin), regia di John Madden (2001)
- Harry Potter e la pietra filosofale (Harry Potter and the Philosopher's Stone), regia di Chris Columbus (2001)
- Tripla identità (Miranda), regia di Marc Munden (2002)
- Delitto e castigo (Crime and Punishment), regia di Menahem Golan (2002)
- La doppia vita di Mahowny (Owning Mahowny), regia di Richard Kwietniowski (2003)
- Hellboy, regia di Guillermo del Toro (2004)
- The Skeleton Key, regia di Iain Softley (2005)
- Shooting Dogs, regia di Michael Caton-Jones (2005)
- La proposta (The Proposition), regia di John Hillcoat (2005)
- V per Vendetta (V for Vendetta), regia di James McTeigue (2005)
- Boxes (Les boites), regia di Jane Birkin (2007)
- Oxford Murders - Teorema di un delitto (The Oxford Murders), regia di Álex de la Iglesia (2008)
- Indiana Jones e il regno del teschio di cristallo (Indiana Jones and the Kingdom of the Crystal Skull), regia di Steven Spielberg (2008)
- Hellboy: The Golden Army (Hellboy II: The Golden Army), regia di Guillermo del Toro (2008) - cameo
- Outlander - L'ultimo vichingo (Outlander), regia di Howard McCain (2008)
- Lezione ventuno (Lecture 21), regia di Alessandro Baricco (2008)
- New York, I Love You, di registi vari (2008)
- An Englishman in New York (2009)
- The Limits of Control (2009)
- 44 Inch Chest (2009)
- Harry Potter e i Doni della Morte - Parte 1 (Harry Potter and the Deathly Hallows Part 1), regia di David Yates (2010)
- Harry Potter e i Doni della Morte - Parte 2 (Harry Potter and the Deathly Hallows Part 2), regia di David Yates (2011)
- La talpa (Tinker, Tailor, Soldier, Spy), regia di Tomas Alfredson (2011)
- Melancholia, regia di Lars von Trier (2011)
- Immortals, regia di Tarsem Singh (2011)
- Jayne Mansfield's Car - L'ultimo desiderio (Jayne Mansfield's Car), regia di Billy Bob Thornton (2012)
- Solo gli amanti sopravvivono (Only Lovers Left Alive), regia di Jim Jarmusch (2013)
- Snowpiercer, regia di Bong Joon-ho (2013)
- Charlie Countryman deve morire, regia di Fredrik Bond (2013) - narratore
- Hercules - Il guerriero (Hercules), regia di Brett Ratner (2014)
- Jackie, regia di Pablo Larraín (2016)
- Il viaggio (The Journey), regia di Nick Hamm (2016)
- ChickLit, regia di Tony Britten (2016)
- That Good Night, regia di Eric Styles (2017) - postumo
- Damascus Cover, regia di Daniel Zelik Berk (2017) - postumo

#### Televisione
- Naked Civil Servant, regia di Jack Gold - film TV (1975)
- Spectre, regia di Clive Donner – film TV (1977)
- Re Lear, regia di Michael Elliott - film TV (1983)
- Recount, regia di Jay Roach - film TV (2008)
- The Hollow Crown - miniserie TV (2012)
- Labyrinth - serie TV, 2 episodi (2012)
- Doctor Who - serie TV, 2 episodi (2013)
- The Last Panthers – serie TV, 6 episodi (2015)

#### Cortometraggi
- Ho sognato d'essermi svegliato (I Dreamt I Woke Up), regia di John Boorman (1991)
- Love at first sight (2010)

### Doppiatore
- La collina dei conigli (Watership Down), regia di Martin Rosen (1978)
- Il signore degli anelli (The Lord of the Rings), regia di Ralph Bakshi (1978)
- I cani della peste (The Plague Dogs), regia di Martin Rosen (1982)
- Taron e la pentola magica (The Black Cauldron), regia di Ted Berman e Richard Rich (1985)
- Vincent: la vita e la morte di Vincent Van Gogh (Vincent), regia di Paul Cox (1987)
- Thumbelina - Pollicina (Thumbelina), regia di Don Bluth e Gary Goldman (1994)
- T come Tigro... e tutti gli amici di Winnie the Pooh (The Tigger Movie), regia di Jun Falkenstein (2000)
- Dogville, regia di Lars von Trier (2003)
- Due cuccioli nella savana (Pride), regia di John Downer (2004)
- Valiant - Piccioni da combattimento (Valiant), regia di Gary Chapman (2005)
- Manderlay, regia di Lars von Trier (2005)
- Profumo - Storia di un assassino (Perfume: The Story of a Murderer), regia di Tom Tykwer (2006)
- Hellboy - Fiumi di sangue (Hellboy: Blood and Iron), regia di Victor Cook (2007)
- Il Gruffalo (The Gruffalo), regia di Max Lang e Jakob Schu - cortometraggio (2009)
- Le avventure di Sammy (A Turtle's Tale: Sammy's Adventures), regia di Ben Stassen (2010)
- Ultramarines: The Movie, regia di Martyn Pick (2010)
- Gruffalo e la sua piccolina (The Gruffalo Child), regia di Johannes Weiland e Uwe Heischötter - cortometraggio (2011)
- Merlin - serie TV, 65 episodi (2008-2012)
- Il trenino Thomas - Sodor e il tesoro dei pirati (Sodor's Legend of the lost Treasure), regia di David Stoten (2015)

## Teatro
- I mostri sacri di Tom Stoppard. Aldwych Theatre di Londra (1974)
- Il gabbiano di Anton Čechov. Lyric Hammersmith Theatre di Londra (1984)
- Un mese in campagna di Ivan Sergeevič Turgenev. Noël Coward Theatre di Londra (1994)
- L'ultimo nastro di Krapp di Samuel Beckett. Kirk Douglas Theatre di Culver City (2012)

## Riconoscimenti
- Premio Oscar
  - 1979 – Candidatura per il miglior attore non protagonista per Fuga di mezzanotte
  - 1981 – Candidatura per il miglior attore per The Elephant Man

## Doppiatori italiani
Nelle versioni in italiano delle opere in cui ha recitato, John Hurt è stato doppiato da:
- Giorgio Lopez in Harry Potter e la pietra filosofale, Hellboy, Hellboy: The Golden Army, New York, I Love You, Harry Potter e i Doni della Morte - Parte 1, Harry Potter e i Doni della Morte - Parte 2, The Confession, La talpa, Melancholia, Solo gli amanti sopravvivono, Snowpiercer, The Last Panthers
- Dario Penne in La pazza storia del mondo, Fuga nella notte, Oltre il limite, Indiana Jones e il regno del teschio di cristallo, The Limits of Control, Immortals, Jackie
- Carlo Sabatini in Sua maestà viene da Las Vegas, Rob Roy, Wild Bill
- Manlio De Angelis in L'australiano, The Elephant Man
- Carlo Valli in Orwell 1984, Amore e morte a Long Island
- Franco Zucca in Scandal - Il caso Profumo, Il campo
- Sergio Graziani in Contact, The Skeleton Key
- Ugo Maria Morosi ne Il mandolino del capitano Corelli, Oxford Murders - Teorema di un delitto
- Michele Kalamera in Tripla identità, Outlander - L'ultimo vichingo
- Sergio Tedesco in Un uomo per tutte le stagioni, 44 Inch Chest
- Oreste Lionello in Fuga di mezzanotte
- Giancarlo Maestri in Alien[11]
- Giulio Platone in Osterman Weekend
- Gianni Bonagura in Vendetta
- Carlo Reali in Frankenstein oltre le frontiere del tempo
- Angelo Nicotra in Cowgirl - Il nuovo sesso
- Oliviero Dinelli in Dead Man
- Vittorio Di Prima in Lost Souls - La profezia
- Gino La Monica ne La doppia vita di Mahowny
- Sergio Di Giulio ne La proposta
- Omero Antonutti in V per Vendetta
- Luca Biagini in Doctor Who (ep. 7x14)
- Gianni Giuliano in Doctor Who (ep. 7x15)
- Oreste Rizzini in Masters of Science Fiction
- Ugo Pagliai in Lezione ventuno
- Sandro Iovino in Recount
- Silvio Anselmo in Jayne Mansfield's Car - L'ultimo desiderio
- Luciano De Ambrosis in Hercules - Il guerriero
- Antonio Paiola ne Il viaggio

Da doppiatore è sostituito da:
- Mario Brusa ne Il Gruffalo[12], Gruffalo e la sua piccolina[13]
- Angelo Nicotra in La collina dei conigli
- Elio Zamuto ne Il Signore degli Anelli
- Paolo Poiret in Taron e la pentola magica
- Sergio Di Stefano in Thumbelina - Pollicina
- Michele Kalamera in T come Tigro... e tutti gli amici di Winnie the Pooh
- Giorgio Albertazzi in Dogville
- Fabrizio Pucci in Due cuccioli nella savana
- Giorgio Lopez in Valiant - Piccioni da combattimento
- Oreste Rizzini in Manderlay
- Omero Antonutti in Profumo - Storia di un assassino
- Renato Mori in Merlin (st. 1-2)
- Massimo Corvo in Merlin (st. 3-5)
- Pietro Biondi ne Le avventure di Sammy
- Paolo Buglioni in Sodor e il tesoro dei pirati